# Rachel Adams
Rachel Cecilia Adams (9 de agosto de 1963) é uma política sul-africana do Congresso Nacional Africano. Ela é membro da Assembleia Nacional da África do Sul do Cabo Setentrional.